# Сед'яр
Сед'я́р (рос. Седъяр, Седьяр) — присілок в Балезінському районі Удмуртії, Росія.

## Населення
Населення — 19 осіб (2010; 23 в 2002).
Національний склад станом на 2002 рік:
- удмурти — 100 %